# Претич
Пре́тич — древнерусский воевода, возглавлявший дружину, пришедшую на помощь княгине Ольге во время осады Киева печенегами в 968 году, и заключивший мир с печенежским ханом.
Во время отсутствия киевского князя Святослава Игоревича с основными русскими силами (согласно датировке «Повести временных лет», Святослав в 964—966 годах совершил свой восточный поход, а в 967 году предпринял первый поход в Болгарию и находился в городе Переяславце на Дунае; согласно датировке восточных авторов, в 968 году Святослав начал свой восточный поход) печенеги напали на Киев, княгиня Ольга вместе с внуками Святославичами закрылась в городе. Началась осада.
Тем временем люди той стороны Днепра (черниговская сторона) собрались под началом Претича. Ольга нашла способ передать им известие, что если они не вмешаются в конфликт, она сдаст Киев на следующий день. Тогда Претич решил переправиться через Днепр и вывезти из Киева Ольгу с внуками, иначе погубит нас Святослав. Переправившееся с восточного берега Днепра войско печенеги восприняли как войско вернувшегося Святослава и отступили от города. Во время переговоров Претич дезинформировал их, сказав, что он действительно командует передовым отрядом возвращающегося княжеского войска. Был заключён мир, но печенеги не ушли в степь, а продолжали угрожать Киеву. Тогда Ольга послала Святославу весть о сохраняющейся опасности, тот вернулся и прогнал печенегов в поле.
По найденой в Черной могиле в Чернигове печенежской сабле она идентифицируется как могила воеводы Претича (ок. 980-1020-х гг.).